# Chylice (gromada)
Chylice – dawna gromada, czyli najmniejsza jednostka podziału terytorialnego Polskiej Rzeczypospolitej Ludowej w latach 1954–1972.
Gromady, z Gromadzkimi Radami Narodowymi (GRN) jako organami władzy najniższego stopnia na wsi, funkcjonowały od reformy reorganizującej administrację wiejską przeprowadzonej jesienią 1954 do momentu ich zniesienia z dniem 1 stycznia 1973, tym samym wypierając organizację gminną w latach 1954–1972.
Gromadę Chylice z siedzibą GRN w Chylicach utworzono – jako jedną z 8759 gromad na obszarze Polski – w powiecie piaseczyńskim w woj. warszawskim, na mocy uchwały nr VI/10/12/54 WRN w Warszawie z dnia 5 października 1954. W skład jednostki weszły obszary dotychczasowych gromad Chylice, Chyliczki, Józefosław, Julianów, Kierszek i Skolimów ze zniesionej gminy Jeziorna, obszar dotychczasowej gromady Wierzbno ze zniesionej gminy Jazgarzew oraz miejscowość Skolimów C (enklawa) z miasta Skolimów-Konstancin wraz z zachodnią jego częścią po ul. Dworską, w tymże powiecie. Dla gromady ustalono 26 członków gromadzkiej rady narodowej.
1 stycznia 1969 do gromady Chylice włączono wsie Czarnów, Jastrzębie i Siedliska ze zniesionej gromady Żabieniec w tymże powiecie.
Gromada przetrwała do końca 1972 roku, czyli do kolejnej reformy gminnej.